# Центр искусств Хени-Унстад
Центр искусств Хени-Унстад (норв. Henie Onstad kunstsenter) — музей расположенный в коммуне Берум, губерния Акерсхус, Норвегия на мысе Høvikodden.
Центр искусств Хени-Унстад расположен на мысе выступающем в Осло-фьорд, примерно в 10 км к югу от Осло. Центр был основан в 1968 году мировой и олимпийский чемпионкой фигуристкой Соней Хени (1912—1969) и её мужем, судовладельцем и коллекционером произведений искусства Нильсом Унстадом (1909—1978). Свою частную коллекцию современного искусства, всего 110 картин, а также средства для строительства и эксплуатации центра пара подарила Фонду Сони Хени и Нильса Унстада в 1961 год. В здании Центра, спроектированном норвежскими архитекторами Jon Eikvar и Sven Erik Engebretsen, также выставлена коллекция спортивных наград Сони Хени.
В 1994 году здание было расширено, а также добавлено двухэтажное крыло с выставочными и техническими помещениями. Этот проект был разработан теми же архитекторами — новое крыло примыкает к основной части здания в качестве органичного продолжения. В дополнение к шести выставочным залам, в центре также есть небольшая аудитория и конференц-залы. Сегодня общая площадь здания составляет около 9500 квадратных метров, из которых 3500 занимают выставочные пространства. В коллекцию Центра входят произведения следующих авторов: Пабло Пикассо, Анри Матисса, Фернана Леже, Макса Эрнста, Хундертвассера, Жона Миро, Пауля Клее и др.
Центр искусств Хени-Унстад организует выставки и спектакли. Арт-центр посещают около 100.000 человек каждый год. Центр отпраздновал своё 40-летие в 2008 году выставками, семинарами, книгой, концертом и фильмом под названием Høvikodden LIVE.